# Let the Bullets Fly
Let the Bullets Fly (chino simplificado: 让子弹飞; chino tradicional: 讓子彈飛; pinyin: Ràng Zǐ Dàn Fēi; Jyutping: Joeng6 Zi2 Daan6 Fei1) es una película de acción de 2010 escrita y dirigida por el cineasta chino Jiang Wen, basada en una historia de Ma Shitu, un famoso escritor sichuanés. La película se desarrolla en la provincia de Sichuan durante los años 1920, cuando el bandido Zhang (Jiang Wen) llega a una ciudad haciéndose pasar por su nuevo gobernador. La película contó con un reparto estelar conformado además por Chow Yun-fat, Ge You, Carina Lau, Chen Kun y Zhou Yun.
El guion del filme pasó por más de treinta borradores antes de que Jiang Wen quedara satisfecho con el resultado. Let the Bullets Fly iba a ser estrenada originalmente en septiembre de 2010, pero experimentó retrasos hasta el mes de diciembre. Hecha en mandarín y sichuanés, la cinta rompió varios récords de taquilla en China y recibió la aclamación de la crítica después de su estreno, recaudando además 674 millones de yuanes (110 millones de dólares en promedio) en la taquilla del país asiático (convirtiéndose en la película nacional de mayor recaudación en China hasta que fue superada por Painted Skin: The Resurrection en 2012). Finalmente terminó recaudando un total de 140 millones de dólares tras su recorrido por las salas de cine nacionales e internacionales.

## Sinopsis
Ambientada en China durante la guerra de los años 1920, la película relata la historia de "Poxy" Zhang, un criminal que dirige un grupo de bandidos, cada uno de los cuales es reconocido por un número en lugar de un nombre. Poxy y sus hombres emboscan un carruaje del gobierno que transporta a Ma Bangde (Ge You), quien va camino a la Ciudad Ganso para asumir el cargo de gobernador. El carruaje de Ma termina descarrilándose, ocasionando la muerte de sus guardaespaldas y de su consejero Tang (Feng Xiaogang). Ma no tiene dinero, pues lo gastó todo tratando de comprar su posición como gobernador. Para evitar ser asesinado por los bandidos de Zhang, les miente diciendo que él es el Consejero Tang y que su esposa (Carina Lau) era la prometida del gobernador muerto. Les dice a los bandidos que, si lo perdonan a él y a su esposa, ayudará a Zhang a hacerse pasar por Ma para que así pueda explotar las finanzas de Ciudad Ganso.
En la ciudad, el nombramiento de Zhang no es visto con buenos ojos por el jefe mafioso local, el Maestro Huang (Chow Yun Fat), quien vive en una ciudadela fortificada. En ese momento, Zhang reflexiona si en realidad es una buena idea hacerse pasar por el gobernador al encontrarse con este inconveniente que pondrá en peligro su propia vida y desatará un sangriento enfrentamiento.

## Reparto

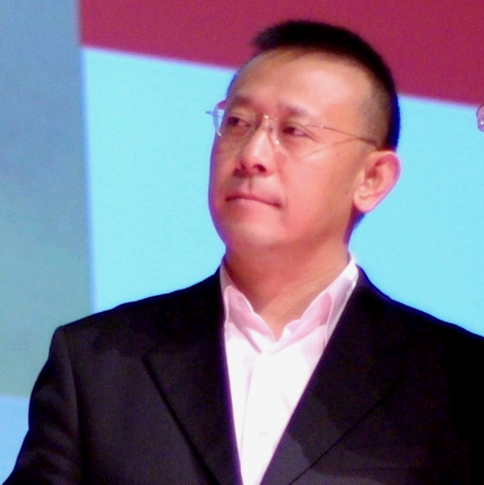
Jiang Wen dirigió y protagonizó el filme

- Yun-Fat Chow es el maestro Huang
- You Ge es Ma Bangde
- Wen Jiang es Pocky Zhang
- Carina Lau es Ma
- Jun Hu es el Pocky falso
- Wu Jiang es el maestro Wu
- Fan Liao es Three
- Yun Zhou es Flora
- Kun Chen es Hu Wan
- Mo Zhang es Six
- Bing Bai es Daiyu Qingwen
- Lei Chen es el esposo
- Yi-Heng Du es Four
- Xiaogang Feng es Tang

## Recepción
En China, Let the Bullets Fly fue elogiada por su historia y guion, aunque atrajo críticas por su excesiva violencia. John Anderson de Variety la describe como "una entretenida fuente de comentarios políticos irónicos" y añade que "los aficionados al género en particular encontrarán mucho de lo que deleitarse, siendo Jiang un cineasta de agudos instintos comerciales y una sabia inclinación satírica". Anderson elogió además el estilo visual y la composición de la película, declarando: "Mientras una generosa porción de Let the Bullets Fly está dedicada al caos computarizado, las explosiones y el caos, lo sutil siempre compite con lo ostentoso". El crítico pondera además una larga escena que involucra una conversación entre los tres personajes principales. Maggie Lee, de The Hollywood Reporter, describió la película como "descaradamente entretenida" y aunque menos adaptada a los festivales de cine que las otras obras de Jiang, el resultado final es "un western chino dirigido con instinto cinematográfico". En el sitio web especializado en reseñas cinematográficas Rotten Tomatoes, la película cuenta actualmente con un 76% de aprobación.